# Innenhafen Duisburg
Der Innenhafen Duisburg ist ein ehemaliger Handelshafen und aktuelles Szeneviertel im Zentrum der Stadt Duisburg in Nordrhein-Westfalen, Deutschland. Er gehört zum Hafengebiet des Duisburger Hafens und wurde in den 1990er Jahren im Rahmen eines umfassenden städtebaulichen Projekts umgestaltet. Heute ist der Innenhafen ein Mischgebiet mit kulturellen Einrichtungen, Wohn- und Bürogebäuden sowie gastronomischen Betrieben.

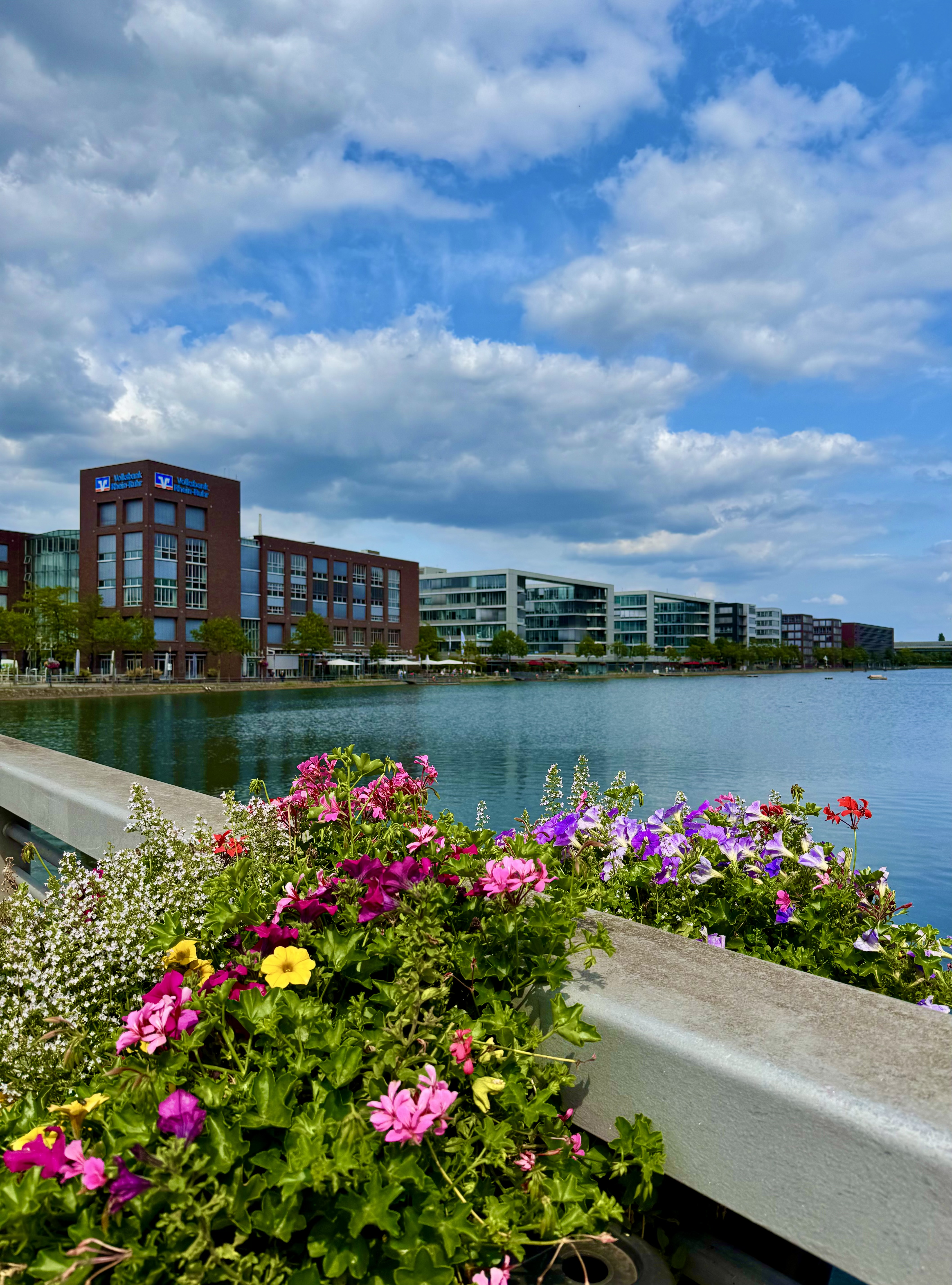
Innenhafen Duisburg

## Lage
Der Innenhafen liegt unmittelbar nördlich der Duisburger Innenstadt und ist über den Außenhafen mit dem Rhein verbunden. Er erstreckt sich östlich des Marientors und grenzt im Süden an den Altstadtkern sowie im Norden an das Stadtteilgebiet Duissern.

## Geschichte
Der Duisburger Innenhafen wurde ab dem frühen 19. Jahrhundert als Teil des Hafenkomplexes der Stadt entwickelt und diente zunächst vor allem dem Umschlag von Getreide, Kohle und anderen Massengütern. Mit der industriellen Entwicklung im Ruhrgebiet gewann der Hafen an Bedeutung.
Im Laufe des 20. Jahrhunderts nahm die wirtschaftliche Bedeutung des Innenhafens ab, insbesondere infolge struktureller Veränderungen in Industrie und Schifffahrt. In den 1960er- und 1970er-Jahren wurden große Teile der Hafeninfrastruktur nicht mehr genutzt, einige Anlagen verfielen.

## Umgestaltung
Ab den 1990er-Jahren wurde der Innenhafen im Rahmen des Projekts „Duisburg Innenhafen – Wohnen und Arbeiten am Wasser“ unter Einbeziehung internationaler Architekten und Stadtplaner neu entwickelt. Federführend war der britische Architekt Sir Norman Foster an der Neugestaltung beteiligt.
Die Neunutzung des Areals verfolgte eine Mischung aus Wohnen, Arbeiten, Kultur und Freizeit. Dabei wurden historische Speichergebäude teilweise erhalten und saniert, während Neubauten das Stadtbild ergänzten.

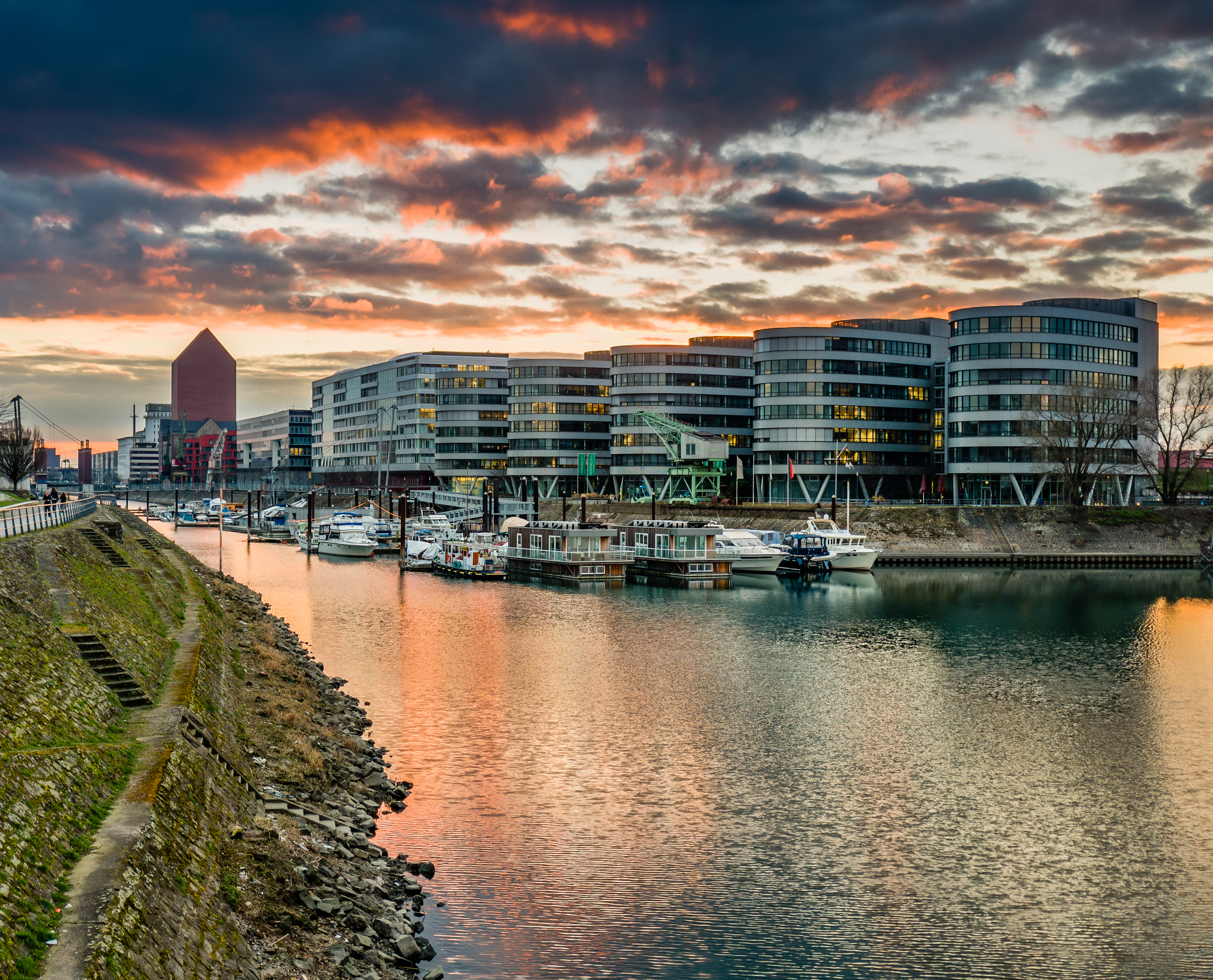
Marina und Five Boats bei Sonnenuntergang

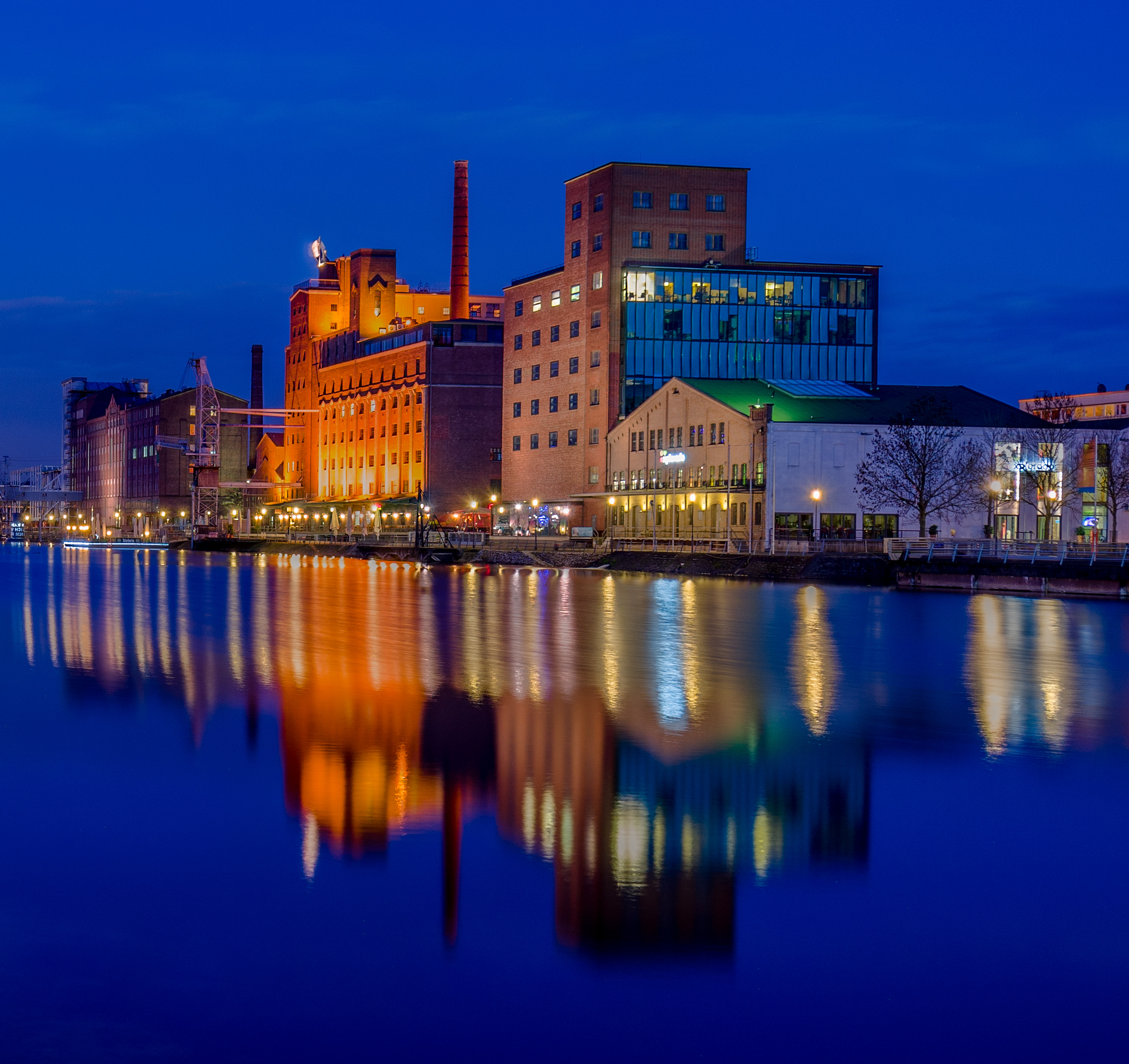
Restaurant und Museum „Küppersmühle“

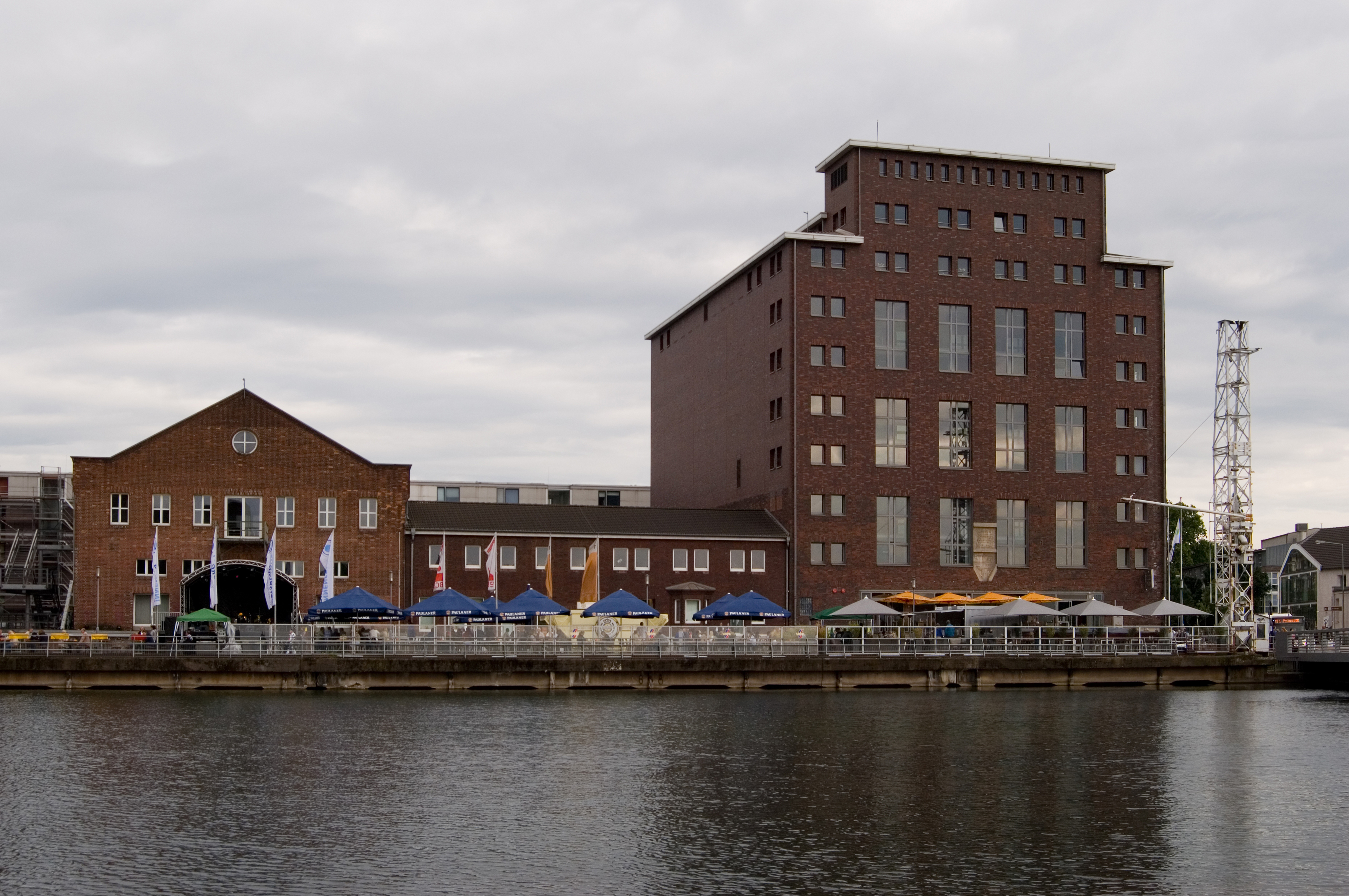
Innenhafen Duisburg

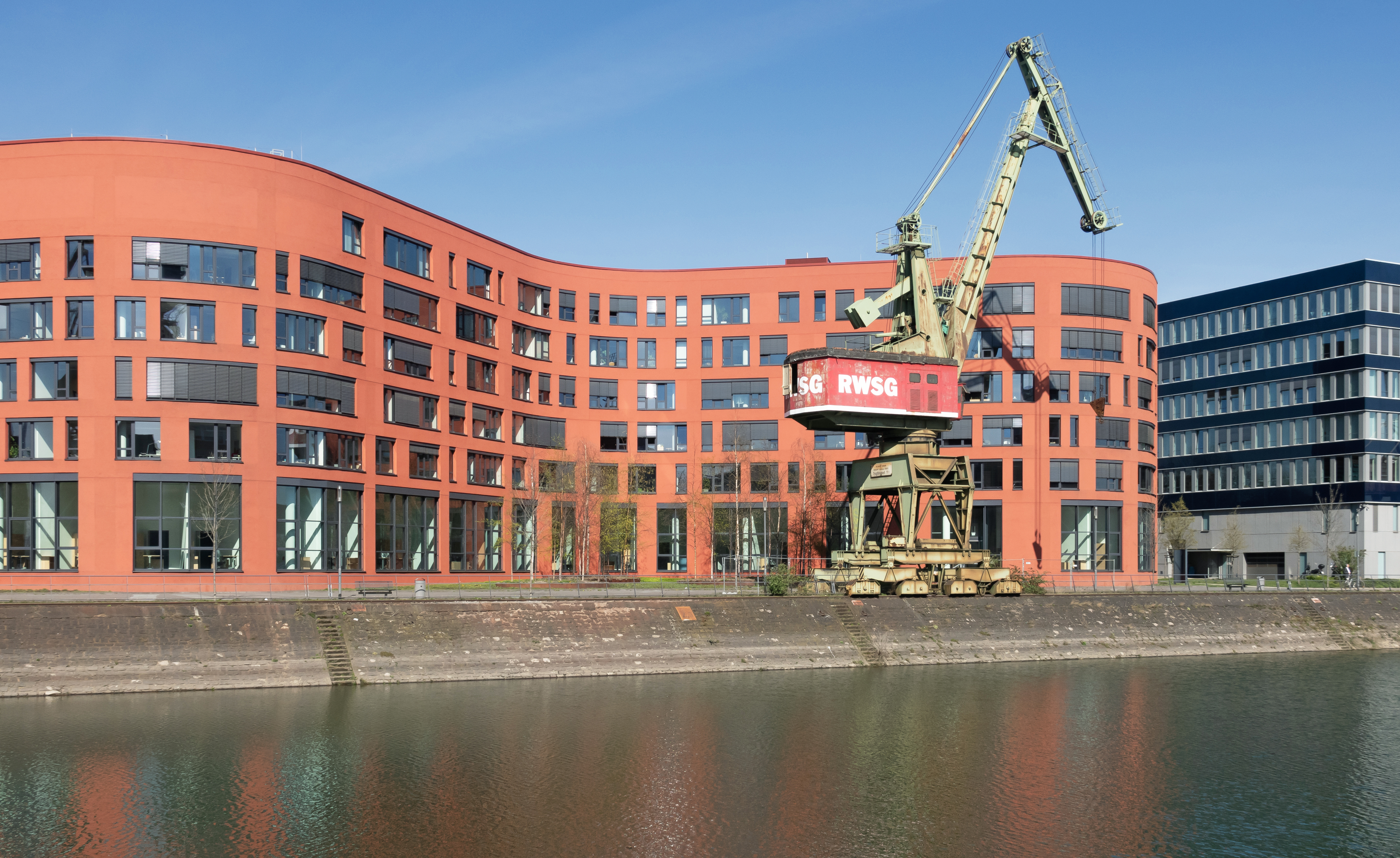
Gebäude des Landesarchiv NRW am Innenhafen

## Innenhafen heute
Heute ist der Innenhafen ein multifunktionales Stadtquartier mit zahlreichen Restaurants, Cafés, Bürokomplexen und Wohnanlagen. Auch kulturelle Einrichtungen wie das Museum Küppersmühle für Moderne Kunst, die Kultur- und Stadthistorische Ausstellung im Stadtarchiv sowie Veranstaltungen und Märkte prägen das Gebiet.
Der Innenhafen bietet eine facettenreiche kulinarische Landschaft entlang der Uferzone – in historischen Speicherbauten und modernen Neubauten. Die Gastronomie vereint regionale und internationale Küche – von mediterranen Gerichten, asiatisch‑türkischen Speisen bis hin zu belgischen und deutschen Spezialitäten. Zahlreiche Außenbereiche mit Terrasse oder Ponton laden zum Verweilen am Wasser ein.

## Veranstaltungen
Marina‑Markt
Der Marina‑Markt findet von April bis Oktober jeweils am zweiten Sonntag im Monat auf dem Johannes‑Corputius‑Platz und an der Hafenpromenade statt. Angeboten werden frische Produkte, Kunsthandwerk und internationale Speisen in entspannter Wasserlage.
Hafenfest und Drachenboot‑Fun‑Regatta
Die Regatta gilt seit 2005 als die größte Drachenboot‑Fun‑Regatta der Welt laut Guinness‑Buch. Sie findet jährlich im Juni statt – zuletzt am 14. Juni 2025 – und umfasst sowohl sportliche Rennen als auch ein internationales Hafenfest mit Musik und Sommerprogramm.
Kinder Kultur Festival

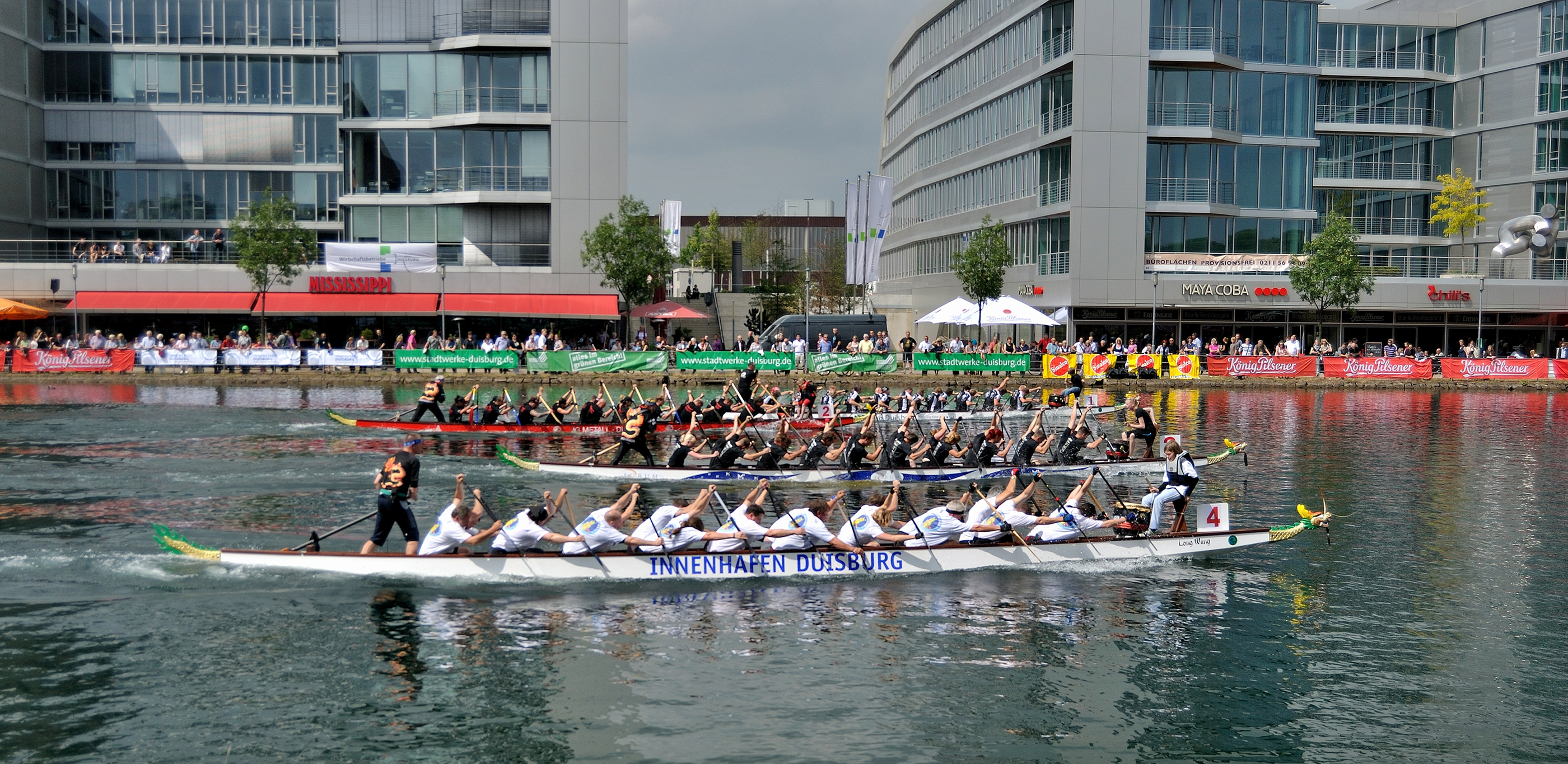
Drachenboot-Fun-Regatta am Innenhafen

Seit Mai 2025 bereichert das Kinder Kultur Festival den Innenhafen mit interaktiven Theaterstücken, Workshops, Walkacts, Marionettentheater, Musik und einer Ausstellung namens Illusiona. Viele Programmpunkte sind kostenfrei, einzelne Sonderveranstaltungen (z. B. Ausstellung) kosten etwa 3 € 
Muschel‑ und Backfischfest
Das Niederrheinische Muschel‑ und Backfischfest findet jährlich im Oktober in maritimer Atmosphäre statt. Besucher:innen genießen Miesmuscheln, Kibbeling, Garnelen, Backfisch, Rosmarinkartoffeln, belgische Pommes und passende Getränke. Stündlich gibt es Live‑Musik und Shanty‑Chöre.

## Architektur und Stadtbild
Die architektonische Gestaltung des Innenhafens ist geprägt von einem Zusammenspiel historischer Industriebauten und moderner Architektur. Die Uferpromenaden wurden öffentlich zugänglich gemacht, und Grünflächen sowie Fußwege verbinden die verschiedenen Bereiche des Hafens mit der Innenstadt.

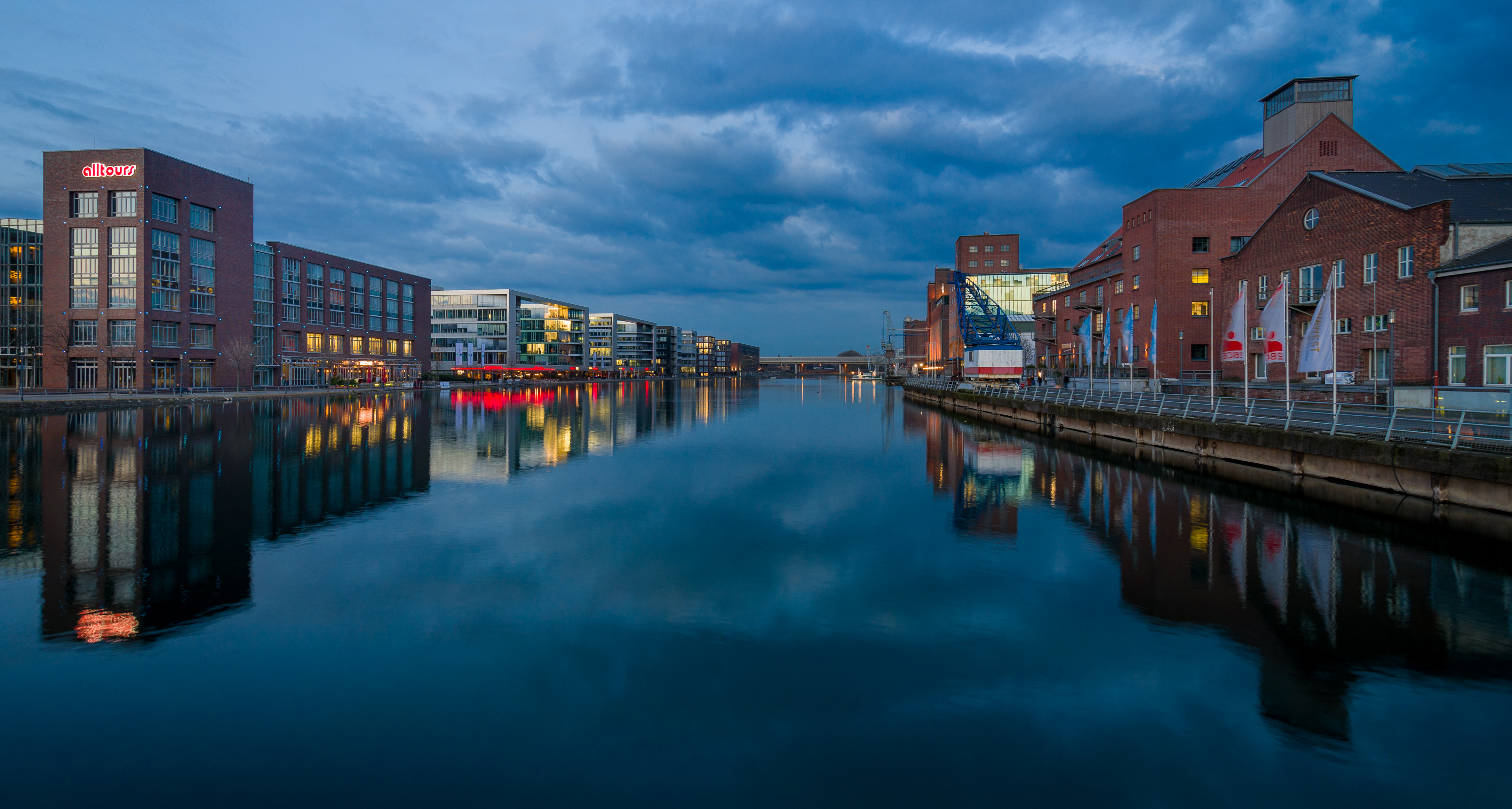
Innenhafen Duisburg am Abend

## Verkehrsanbindung
Der Innenhafen ist sowohl zu Fuß als auch mit dem Fahrrad von der Innenstadt aus gut erreichbar. Die Anbindung an den öffentlichen Nahverkehr erfolgt über mehrere Bus- und Straßenbahnlinien. In der Nähe befindet sich auch der DB Hauptbahnhof Duisburg.